# Cashmere Cat
Magnus August Høiberg (sinn ngày 29 tháng 11 năm 1987), được biết đến với nghệ danh Cashmere Cat, là một namnhạc sĩ, Nhà sản xuất thu âm kiêm DJ người Na Uy (đại diện cho Na Uy tham gia giải DMC World DJ Championships từ năm 2006-09). Anh xuất hiện trên thị trường nhạc điện tử thế giới từ năm 2012, với những bản remix và edit của Lana Del Rey, 2 Chainz và Jeremih.
EP đầu tay của Cashmere Cat là Mirror Maru được phát hành tháng 10 năm 2012 bởi nhãn đĩa Belgian Pelican Fly. Bản nhạc tiêu đề của đĩa đơn này, "Mirror Maru", được thêm vào album soundtrack của game Grand Theft Auto V năm 2013. Dòng nhạc chủ đạo của Cashmre Cat là R&B, futuristic hip-hop và bass nhận được sự ủng hộ từ những nhà sản xuất khác như Hudson Mohawke, Rustie và Gilles Peterson.
Tháng 12 năm 2012, bản edit của "No Lie"  2 Chainz do Cashmere Cat thực hiện xếp hạng nhất trong danh sách "25 Awesome Genre-Benders of 2012". Benny Blanco mời anh đến Los Angeles tháng 6 năm 2013, để hợp tác trong phòng thu và cho anh concerts đầu tiên tại Mỹ với cái tên Cashmere Cat.
Hè năm 2013, Høiberg chuyển từ Na Uy đến Manhattan. Anh hiện tại đang làm việc với Benny Blanco, Lido và các nghệ sĩ như Jeremih, Miguel và Wiz Khalifa, và cũng biểu diễn trực tiếp tại các lễ hội, club tại Mỹ, châu Âu và Úc. EP gần nhất của Cashmere Cat là Wedding Bells, được phát hành bởi hãng đĩa tại Glasgow-LuckyMe tháng 2 năm 2014.
Cashmere Cat xuất hiện trong album của Ariana Grande là My Everything. Anh cũng là người mở đầu tour diễn thế giới The Honeymoon của Ariana Grande. Ngày 2 tháng 3 năm 2015, Cashmere Cat ra mắt đĩa đơn "Adore", với giọng hát của Ariana Grande, trở thành sự hợp tác thứ 2 giữa họ.